# Maalik
Maalik (Arabisch: مالك) is in de islamitische traditie de engel die de hel bewaakt, geassisteerd door 19 zabaniya (الزبانية, "wakers"). 
Volgens soera 43 van de Koran vertelt Maalik de slechten der aarde die een beroep doen op Gods barmhartigheid dat ze in de hel moeten blijven omdat "ze de waarheid verafschuwden toen deze hen onder ogen werd gebracht". Zij zullen vragen om te mogen sterven, maar Maalik zal hen vertellen dat door hun vasthoudendheid in het slechte er geen ontkomen is aan hun straf. (aya 77)
Een door Ahmad ibn Hanbal overgeleverde hadith vermeldt dat toen aan Mohammed de hemel en de hel werden getoond, hij ook Maalik te zien kreeg en een glimp opving van het lijden van de helbewoners. In de hadith wordt Maalik omschreven als een afstotelijke en eng uitziende man die een vuur aansteekt en daar vervolgens omheen rent. Daarnaast wordt gesteld dat Maalik nimmer lacht.
Zijn tegenhanger is Ridwan, de poortwachter van het paradijs.